# Pietraferrazzana

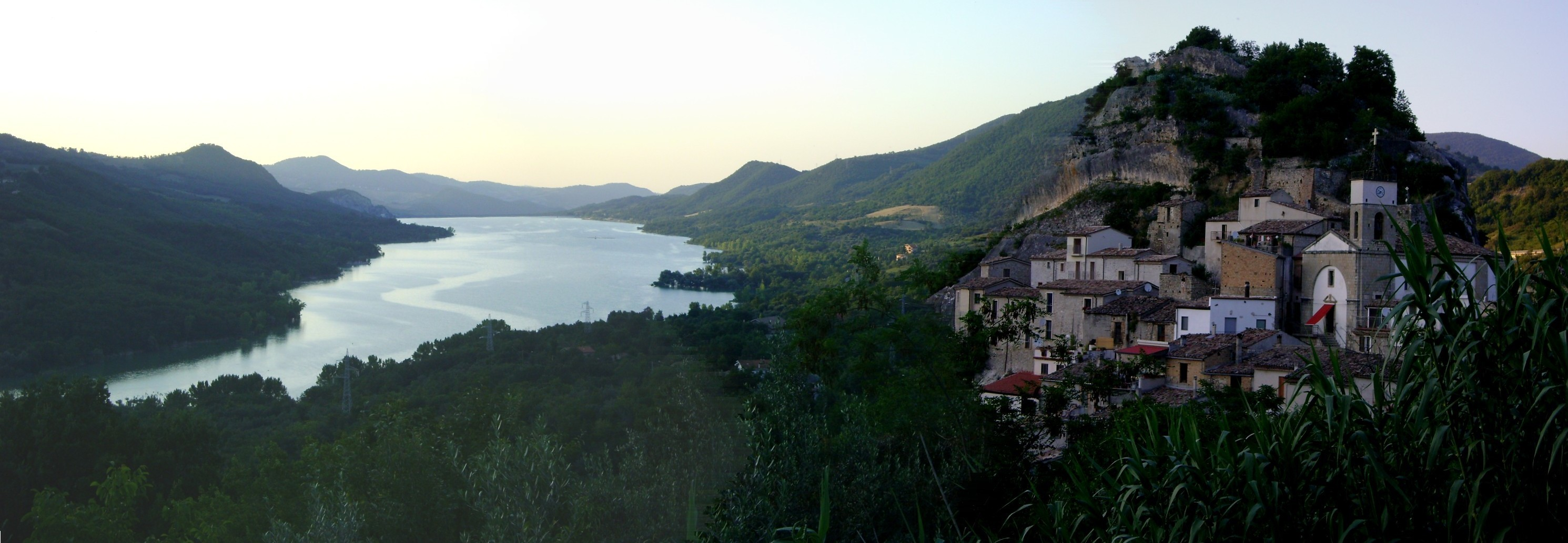
Panorama von Pietraferrazzana am Lago di Bomba

Pietraferrazzana ist eine Gemeinde (comune) in Italien mit 128 Einwohnern in der Provinz Chieti in den Abruzzen. Sie liegt etwa 45 Kilometer südsüdöstlich von der Provinzhauptstadt Chieti entfernt am Sangro bzw. am Lago di Bomba und gehört zur Comunità montana Valsangro. Bis 1963 war Pietraferrazzana Teil und Verwaltungssitz der Nachbargemeinde Colledimezzo.

## Verkehr
Durch die Gemeinde führt die Strada Statale 652 di Fondo Valle Sangro von Cerro al Volturno nach Fossacesia.